# John Stepan Zamecnik
John Stepan Zamecnik (14. května 1872 Cleveland, Ohio – 13. června 1953 Los Angeles, Kalifornie) byl americký skladatel a dirigent. Jeho rodiče pocházeli z Čech. Proslul zejména skládáním hudby pro němý film. Zamecnik používal řadu pseudonymů, jako Dorothy Lee nebo Lionel Baxter.

## Život a kariéra
Od roku 1887 do roku 1892 studoval Zamecnik na Pražské hudební konzervatoři jako student Antonína Dvořáka. Poté roku 1895 krátce studoval na Americké národní hudební konzervatoři, ale později se opět vrátil do Prahy.
Roku 1899 se Zamecnik opět vrátil do USA. Začal pracovat jako houslista v Pittsburské filharmonii. Roku 1907 se stal Zamecnik ředitelem filmového hudebního oddělení nově vzniklého Hippodrome Theater v Clevelandu. Jakmile začalo divadlo promítat němé filmy, stalo se Zamecnikovou prací skládání hudby právě pro tyto snímky. Jeho skladby byly vydávány Samuelem Foxem (1884–1971), jehož společnost byla první, která začala vydávat ve Spojených státech nahrávky písní.
V roce 2011 uveřejnila společnost Paramount Pictures Zamecnikovu originální partituru pro němý film Wings (1927). Nová nahrávka byla vydána spolu s novým vydáním filmu na DVD a Blu-ray.

## Tvorba

### Orchestrální skladby
- 1919 My Cairo Love, Egyptische serenade
- 1921 Somewhere In Naples
- Babylonian Nights
- China Doll Parade, for orchestra and organ
- I Gathered a Rose I gathered a Rose
- Treacherous Knave
- Wings

### Dechová hudba
- 1928 Scarlet Mask, overture
- 1930 Olympia, overture
- 1935 World Events, March
- 1936 1776, overture
- 1939 Fortuna, overture
- Indian Dawn, serenade
- Neapolitan Nights
- Southern Miniatures, suite

### Vokální hudba
- 1915 California – words: Adele Humphrey

### Filmová hudba
- 1923 The Covered Wagon
- 1926 Old Ironsides – Sons of the Sea
- 1927 Wings
- 1927 The Rough Riders – The Trumpet Calls
- 1928 Abie's Irish Rose
- 1928 The Wedding March
- 1929 Betrayal
- 1929 Redskin
- 1930 Bear Shooters
- 1930 When the Wind Blows
- 1931 Strictly Dishonorable
- 1931 Pardon Us – Gaol Birds – Jailbirds
- 1932 Wild Girl – Salomy Jane
- 1932 Chandu the Magician
- 1932 My Pal, the King
- 1932 Igloo
- 1932 Impatient Maiden
- 1932 Looking on the Bright Side
- 1933 The Worst Woman in Paris?
- 1933 The Power and the Glory – Power and Glory
- 1933 Paddy the Next Best Thing
- 1933 Deluge
- 1933 Shanghai Madness
- 1933 The Man Who Dared
- 1933 The Warrior's Husband
- 1933 Zoo in Budapest
- 1933 Dangerously Yours
- 1933 The Face in the Sky
- 1933 Cavalcade
- 1934 Dos más uno dos – Two and One Two
- 1934 Baby Take a Bow
- 1934 Midnight – Call It Murder
- 1935 The Fighting Marines
- 1935 The Adventures of Rex and Rinty
- 1935 Our Little Girl
- 1935 Charlie Chan in Egypt
- 1937 SOS Coast Guard
- 1937 Come On, Cowboys!
- 1937 Riders of the Whistling Skull – The Golden Trail
- 1938 The Terror of Tiny Town

## Orchestr
- 1916 Nola, Felix Arndt (1889–1918)